# Habronattus hirsutus
Habronattus hirsutus es una especie de araña saltadora del género Habronattus, familia Salticidae. Fue descrita científicamente por George Williams Peckham y su esposa E. G. Peckham en 1888.
Habita en América del Norte.